# Cametá (gemeente)
Cametá is een gemeente in de Braziliaanse deelstaat Pará. De gemeente telt 134.100 inwoners (schatting 2017).

## Aangrenzende gemeenten
De gemeente grenst aan Igarapé-Miri, Limoeiro do Ajuru, Mocajuba en Oeiras do Pará.

## Geboren
- Enéas Martins (1872-1919), minister van Buitenlandse Zaken en president van Pará (1913-1917)